# Novi Vrh (wieś)
Novi Vrh – miejscowość w Słowenii w gminie Apače.